# Falko Pientka
Falko Pientka (*  20. November 1984 in Halle (Saale)) ist ein deutscher theoretischer Physiker und Professor am Institut für Theoretische Physik an der Johann Wolfgang Goethe-Universität Frankfurt am Main.

## Karriere
Pientka studierte am Institut für Physik der Martin-Luther-Universität Halle-Wittenberg bis 2010 und promovierte 2014 an der Freien Universität Berlin bei Felix von Oppen. Bis 2018 war er Postdoctoral Fellow an der Harvard University und in Anschluss am Max-Planck-Institut für Physik komplexer Systeme.
Er ist seit 2024 Professor am Institut für Theoretische Physik an der Goethe-Universität in Frankfurt am Main. Laut Datenbank Scopus hat Pientka einen h-Index von 20 (Stand Dezember 2024).

## Forschungsschwerpunkte
- Quantum Transport
- Topological states of matter
- Nonequilibrium dynamics

## Veröffentlichungen (Auswahl)
- Geometrical Concepts in the Band Theory of Solids. Universität Halle, Diplomarbeit 2010. Universität Halle (englisch, uni-halle.de).
- Signatures of Majorana bound states in one-dimensional topological superconductors. Freie Universität Berlin, Diss., 2014. Freie Universität Berlin, 2015, urn:nbn:de:kobv:188-fudissthesis000000098330-1 (englisch, fu-berlin.de).
- mit Hiroshi Idzuchi,  Katie F. Huang et al.: Unconventional supercurrent phase in Ising superconductor Josephson junction with atomically thin magnetic insulator. In: Nature Communications. Nr. 12.2021. Universitätsbibliothek Johann Christian Senckenberg, 2021, ISSN 2041-1723, doi:10.1038/s41467-021-25608-1, urn:nbn:de:hebis:30:3-632503 (englisch).
- mit Jun Yong Khoo Inti Sodemann: The universal shear conductivity of Fermi liquids and spinon Fermi surface states and its detection via spin qubit noise magnetometry. In: New Journal of Physics. Band 23. Universitätsbibliothek Leipzig, 2023, urn:nbn:de:bsz:15-qucosa2-850671 (englisch).
- mit Hechen Ren, Sean Hart et al.: Topological superconductivity in a phase-controlled Josephson junction. SpringerLink, 2019, doi:10.1038/s41586-019-1148-9, urn:nbn:de:101:1-2019062109542249481077 (englisch).